# Kristian Jeremiassen
Kristian Jeremiassen (født 1981) er en grønlandsk politiker. Han har været kommunalbestyrelsesmedlem siden 2001 og været medlem af Grønlands parlament fra 2005 til 2014 og igen fra 2021, heraf noget af tiden som stedfortræder. Jeremiassen startede sin politiske karriere som medlem af Atassut. Han skiftede til Siumut i 2009 og til Inuit Ataqatigiit i 2017.
Kristian Jeremiassen er søn af Martin og Karline Jeremiassen. Han har to børn med sin kone Juaannannguaq Jeremiassen og er kontoruddannet.
Kristian Jeremiassen blev medlem af kommunalbestyrelsen i Qasigiannguit Kommune for Atassut i 2001 i en alder af 20. Han stillede op til landstingsvalget i 2002 året efter, men blev ikke valgt ind. Han blev genvalgt til kommunalbestyrelsen ved kommunalvalget i 2005. Ved landstingsvalget i 2005 blev han første stedfortræder for Atassut og indtrådte som stedfortræder i Landstinget i en alder af 24 år, da Atassuts regeringsmedlemmer havde orlov. Ved kommunalvalget i 2008 blev han valgt til kommunalbestyrelsen i den dengang nyoprettede Qaasuitsup Kommune. I april 2009 forlod han Atassut og skiftede til Siumut, som han stillede op for ved parlamentsvalget i 2009. Han kom også ind i parlamentet for sit nye parti. Han var i stand til at forsvare sine pladser ved både parlamentsvalget i 2013 og kommunalvalget i 2013. Ved parlamentsvalget i 2014 lykkedes det ham kun få en placering som 5. stedfortræder for Siumut, og han måtte forlade parlamentet. Ved kommunalvalget i 2017 blev han til gengæld valgt til kommunalbestyrelsen i den nye Qeqertalik Kommune. Umiddelbart efter valget forlod han Siumut og meldte sig ind i Inuit Ataqatigiit. Ved kommunalvalget i 2021 forsvarede han sin plads i kommunalbestyrelsen. Han stillede også op igen ved parlamentsvalget i 2021 og vendte tilbage til Grønlands parlament for Inuit Ataqatigiit efter syv år.